# Huber Tricot
Huber Tricot ist ein österreichischer Wäschehersteller in Götzis in Vorarlberg.

## Geschichte
1908 kaufte Josef Huber die „Heinzle’sche Tricotwaaren-Fabric“ in Götzis und begann mit der Produktion als Familienbetrieb.
Im Ersten Weltkrieg produzierte Huber Unterwäsche für das Heer und fehlende Baumwolle wurde durch Papiergewebe ersetzt. Nach dem Krieg wurde die Produktion modischer Wäsche fortgesetzt, und 1930 wurde die erste Niederlassung im Wiener Textilviertel gegründet. Bis zum Beginn des Zweiten Weltkrieges wuchs das Unternehmen bis auf 680 Beschäftigte an, dann musste wieder für das Militär produziert werden.

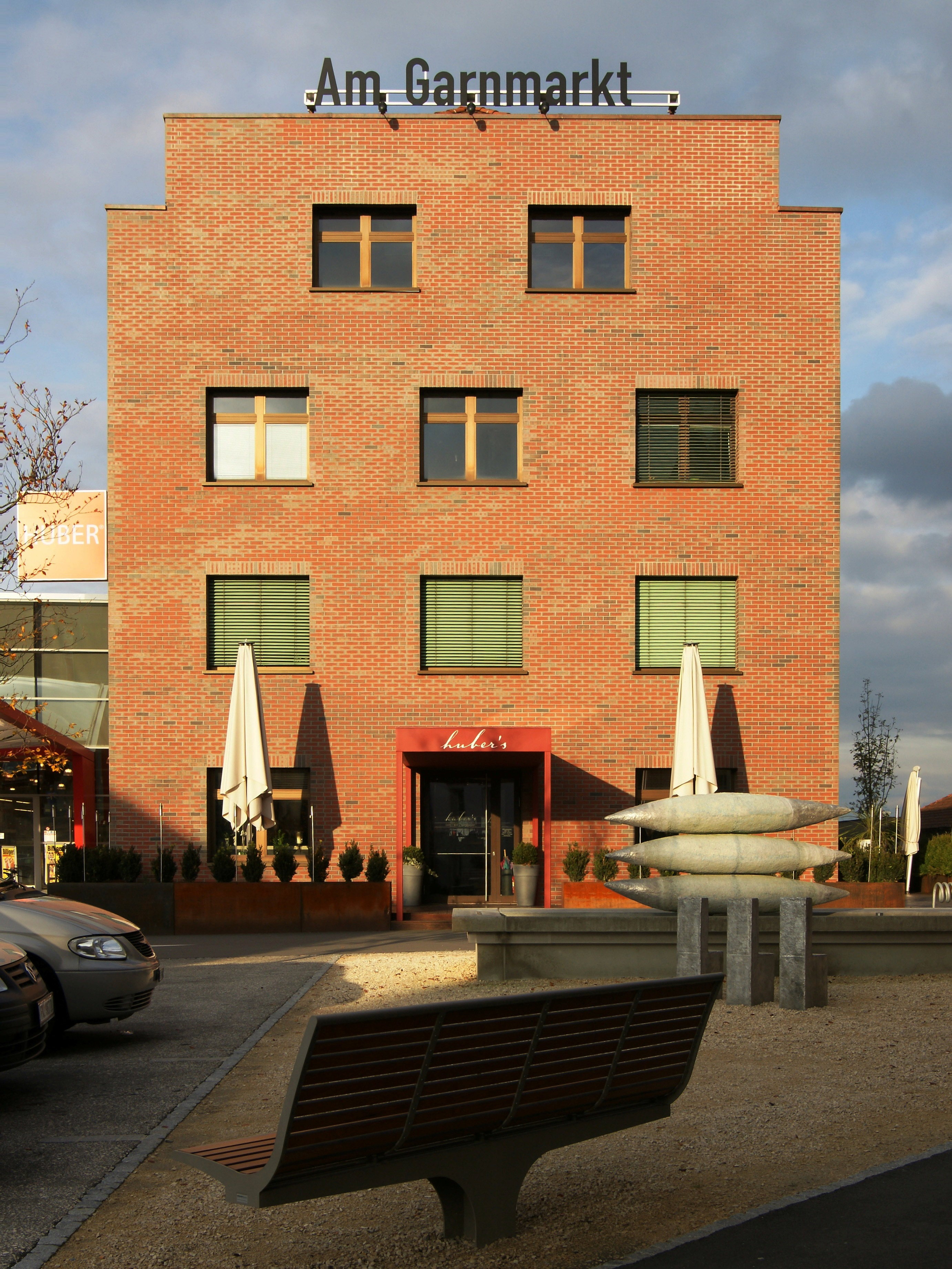
Flagship-Store in Götzis

Nach 1945 bauten Hubers Söhne Hubert, Otto und Armin das Unternehmen neu auf, 1951 arbeiteten wieder 620 Mitarbeiter bei Huber. Ab 1954 war Huber Lizenznehmer des US-amerikanischen Herrenwäscheherstellers Jockey International. Um dem Arbeitskräftemangel zu entgegnen, wurden Betriebsstätten gezielt in wirtschaftlich schwachen Gegenden Niederösterreichs errichtet.

1963 bis 1967 errichtete das Unternehmen in Mäder einen zusätzlichen Textilveredelungsbetrieb mit 4000 m² Fläche, was Huber zu einem vollstufigen Produktionsbetrieb mit Strickerei, Färberei, Veredelung, Zuschnitt und Konfektionierung machte.
Bis 1975 erfolgte eine Modernisierung des gesamten Maschinenparkes, der damit zu den modernsten Europas zählte, und bis Anfang der 1980er Jahre stieg die Mitarbeiterzahl auf ca. 2500. Die Internationalisierung der Märkte mit preiswerten Importen aus dem Ausland in den 1990er Jahren ließ die Verkaufszahlen einbrechen, die Betriebsteile in Hollabrunn, Laa an der Thaya und Haugsdorf mussten geschlossen werden. Die hohen Lohnkosten in Österreich machten eine Verlagerung ins Ausland nötig, und so entstanden Betriebsteile in Ungarn, Portugal und Bulgarien.
1991 kaufte Huber den Schweizer Wäschehersteller Hanro. 2005 stieg die chinesisch-australische «Benger Brands Ltd.» als strategischer Partner ein.
Im April 2006 übernahm Huber von Palmers die Gazelle-Verkaufsstellen in Österreich und wandelte diese in Huber-Shops um. 2007 stieg Huber bei der Firma Wolff (Wäsche) ein und produziert seitdem auch in Hard.
Huber Tricot war zusammen mit Skiny, Jockey (Lizenz), Hanro, Hom und Arula-Textile Solution ein Unternehmen der Huber Holding AG. Der Konzern beschäftigt im Jahr 2007 etwa 1000 Mitarbeiter und erzielte einen Umsatz von 105 Millionen Euro.
Im März 2008 eröffnete Huber einen Flagship-Store in Götzis.
Im Oktober 2005 übernahm «Benger Brands Ltd.» 24 Prozent und 2009 weitere 26 Prozent des Unternehmens.
Seit Mai 2015 war Martin Ziegler Vorstand der Huber-Holding – der Handelsmanager war unter anderem Chef bei Palmers oder beim niederländischen Wäsche-Konzern Hunkemöller. 
2015 erwirtschaftete das Unternehmen einen Umsatz von 131,5 Millionen Euro und damit 23 Prozent mehr als im Vorjahr und die Gruppe beschäftigte 1316 Personen, 683 davon in Österreich.
Die Huber Holding gehört zur Gänze der chinesischen «Benger Brands Ltd.». Seit April 2017 ist der malaysisch-chinesische Textilindustrielle Robert Ng neuer Vorstandsvorsitzender. 
Die Huber-Gruppe verfügt in Österreich über 63 eigene Huber-Shop-Filialen. Im Mai 2020 wurde ein Sanierungsverfahren über vier der acht Gesellschaften der Huber-Gruppe (Huber Holding AG, Arula GmbH, Huber-Shop GmbH, Huber Tricot GesmbH) eröffnet.
2023 kamen gegen den in Hongkong geborene Unternehmer Robert Ng Vorwürfe zu ausstehenden Löhnen, Abfertigungen und Boni an ehemalige Arbeiter einer thailändischen Textilfabrik in der Höhe von insgesamt 6,5 Millionen Euro auf.

## Auszeichnungen
- Im Jahre 1983 wurde der Firma Josef Huber's Erben (Gründungsfirma der heutigen Huber Holding AG) für Verdienste für die österreichischen Wirtschaft das Österreichische Staatswappen verliehen.